# Kacey Musgravesová
Kacey Lee Musgravesová (* 21. srpna 1988 Golden, Texas) je americká zpěvačka, instrumentalistka a skladatelka. Její tvorba vychází z tradiční country, kterou obohacuje o prvky převzaté z pop rocku, elektronické hudby a psychedelie, věnuje se také pro country netypickým tématům jako drogy, feminismus nebo homosexualita. Za své vzory označila Alison Kraussovou a Dolly Partonovou.

## Hudební kariéra
První píseň složila v osmi letech, v roce 2007 se zúčastnila televizní pěvecké soutěže Nashville Star a v roce 2008 vydala v Austinu první nahrávky. V roce 2012 uzavřela kontrakt se společností Mercury Records a o rok později vyšlo album Same Trailer Different Park, které obsadilo druhé místo na žebříčku Billboard 200. V USA prodala 3,5 milionu nosičů, získala šest cen Grammy (2014 za nejlepší countryovou píseň, 2016 za nejlepší countryové album a 2019 za nejlepší countryový sólový zpěv, nejlepší countryovou píseň, nejlepší countryové album a album roku). Je také držitelkou čtyř výročních cen Country Music Association a obdržela iHeartRadio Music Awards za coververzi skladby „You're Still the One“. Vystupovala s Katy Perryovou, Harrym Stylesem a skupinou Lady Antebellum, její autorské skladby převzaly do svého repertoáru Miranda Lambertová a Martina McBrideová.

## Osobní život
Její otec je majitelem tiskárny, matka se živí jako výtvarnice. Má mladší sestru Kelly, která je fotografkou. V roce 2017 se provdala za písničkáře Rustona Kellyho.

## Diskografie
- Same Trailer Different Park (2013)
- Pageant Material (2015)
- A Very Kacey Christmas (2016)
- Golden Hour (2018)